# Біблик Валентин Васильович
Валентин Васильович Біблик (рос. Валентин Васильевич Библик, 22 червня 1926 р., місто Єнакієве —  6 червня 2009 р., місто Харків) — український господарський діяч, директор Харківського тракторного заводу імені Серго Орджонікідзе, Герой Соціалістичної Праці (10.03.1981). Заслужений машинобудівник Української РСР, академік Академії інженерних наук України, Депутат Верховної Ради УРСР 10—11-го скликань. Кандидат у члени ЦК КПУ в 1971—1976 роках. Член ЦК КПУ в 1976—1990 роках.

## Біографія
Народився 22 червня 1926 р. у Єнакієвому Сталінської області. Переїхав до Харкова в 1932 р. До початку німецько-радянської війни закінчив фабрично-заводську семилітку. З 5 травня 1942 працює на Алтайському тракторному заводі хронометражистом, нормувальником, технологом, старшим технологом. Учиться на вечірньому відділенні технікуму, потім — у школі робочої молоді. За сумісництвом викладав у середній школі креслення.
Із 1947 року працював на Харківському тракторному заводі ім. Серго Орджонікідзе (ХТЗ) старшим інженером-технологом, заступником начальника цеху, начальником технологічного відділу.
У 1953 році закінчив Всесоюзний заочний політехнічний інститут. Захистив кандидатську дисертацію.
З 1957 року — головний технолог, з 1962 року — головний інженер Харківського тракторного заводу імені Серго Орджонікідзе (ХТЗ).
Член КПРС з 1961 року.
З 1969 по 1973 рік — директор Харківського тракторного заводу імені Серго Орджонікідзе. З 1973 по 1996 рік — генеральний директор виробничого об'єднання «Харківський тракторний завод імені Серго Орджонікідзе». Після виходу на пенсію — головний консультант заводу.
Помер 6 червня 2009 року.
Обирався народним депутатом місцевих рад.

### Відзнаки
Герой Соціалістичної Праці (10.03.1981), двічі кавалер ордена Леніна (5.08.1966, 10.03.1981) і ордена Трудового Червоного Прапора (16.03.1976, 10.06.1986), кавалер ордена Жовтневої революції (5.04.1971) і ордена «За заслуги» III ступеня, лауреат Державної премії СРСР, нагороджений вісьма медалями.
У 1961 році за освоєння виробництва тракторів Т-75 був нагороджений великою золотою медаллю ВДНГ СРСР.
У 1975 став почесним громадянином болгарських міст Червен-Бряг і Тирговиште, нагороджений сімома медалями НРБ, орденом «Народної Республіки Болгарія» І ступеня й почесним знаком І ступеня міста Пловдив, а також почесним знаком «За заслуги» Міністерства металургії та машинобудування Польської Народної Республіки.
19 вересня 1991 року згідно з Указом Президії Верховної Ради України «за заслуги в розвитку вітчизняного тракторобудування, впровадження нової сільськогосподарської високопродуктивної техніки для фермерських і селянських господарств, збільшення випуску товарів народного споживання та платних послуг населенню» присвоєно почесне звання «Заслужений машинобудівник Української РСР».
4 січня 1997 року Розпорядженням Кабінету Міністрів України призначено пенсію.
1999 року Харківською міською радою серед перших було удостоєно почесного звання «Почесний громадянин міста Харкова».
23 червня 2005 року з нагоди 79-річчя нагороджений знаком Харківського міського голови «За старанність» .
21 червня 2006 року «за багаторічну та плідну працю в галузі машинобудування, вагомий внесок у розвиток вітчизняного тракторобудування, соціального розвитку міста й у зв'язку з 80-річчам із дня народження» виконавчий комітет Харківської міської ради вирішив нагородити Почесною грамотою міськвиконкому.